# Andra Thessalonikerbrevet
Andra Thessalonikerbrevet är en skrift som ingår i Nya Testamentet. Brevet innehåller bland annat det berömda talesättet "om någon icke vill arbeta, så skall han icke heller äta" (3:10).